# Слободан Мартинович
Слободан Мартинович (серб. Слободан Мартиновић; нар. 25 липня 1945, Белград - 10 лютого 2015, Смедереве) – сербський шахіст і шаховий тренер, гросмейстер від 1979 року.

## Шахова кар'єра
У 1968 і 1969 роках двічі представляв Югославію на командних чемпіонатах світу серед студентів, 1969 року здобувши в Дрездені срібну медаль. 1981 року взяв участь у командному турнірі Mitropa Cup у Люксембурзі, на якому югославські шахісти зайняли 1-ше місце. Кілька разів брав участь у фіналі чемпіонату Югославії, найкращий результат (поділив 3-4-те місце) показавши 1980 року в Кнежево.
Брав участь у багатьох міжнародних турнірах, досягнувши успіхів, зокрема, в таких містах, як: Істр (1975, посів 2-ге місце), Люблін (1976, посів 1-ше місце), Смедеревська Паланка (1977, поділив 1-місце разом з Душаном Райковичем, а також 1981, посів 1-ше місце), Рума (1978, посів 1-ше місце), Трстеник (1979, поділив 2-3-тє місце), Тімішоара (1979, поділив 2-3-тє місце), Зренянин (1980, посів 1-ше місце), Бела Црква (1983, поділив 1-місце разом зі Славолюбом Мар'яновичем), Бор (1984, посів 1-ше місце), Лілль (1986, посів 1-ше місце), Гронінген (1988, посів 1-ше місце), Каорле (1991, поділив 1-місце разом з Драганом Барловим), Сомбатгей (2003, посів 1-ше місце), Вршац (2006, відкритий турнір Меморіалу Борислава Костіча, поділив 1-місце разом із, зокрема, Гораном Чабрило, Деяном Античем і Бошко Абрамовичем), Зениця (2008, посів 2-ге місце позаду Еміра діздаревича і 2010, посів 3-тє місце позаду Еміра Діздаревича і Драгиші Благоєвича), Борово (2010, поділив 1-місце разом з Ніколою Остоїчем) і Пожареваць (2012, чемпіонат Центральної Сербії, поділив 2-ге місце позаду Мирослава Марковичаm, разом з Бошко Абрамовичем і Анджелією Стоянович).
1985 року, під час турніру OHRA в Амстердамі, двічі зіграв внічию з тодішнім чемпіоном світу Анатолієм Карповим.
Був секундантом Мілунки Лазаревич під час її участі в турнірах претенденток, а також тренером, зокрема, Наташі Бойкович і Мирослава Мирослава Марковича і команди Югославії, яка 1989 року в Люцерні завоювала срібну медаль командного чемпіонату світу. 
У шахових турнірах брав участь практично до самої смерті. Наприкінці грудня 2014 року взяв участь у відкритому чемпіонаті Пожареваця, здобувши 2 очка в 5 партіях.
Найвищий рейтинг Ело в кар'єрі мав станом на 1 липня 1996 року, досягнувши 2500 очок ділив тоді 12-13-те місце (разом з Міланом Драшко) серед югославських шахістів..

## Зміни рейтингу
| На цьому місці має відображатися графік чи діаграма, однак з технічних причин його відображення наразі вимкнено. Будь ласка, не видаляйте код, який викликає це повідомлення. Розробники вже працюють для того, щоби відновити штатне функціонування цього графіка або діаграми. | |
| | На цьому місці має відображатися графік чи діаграма, однак з технічних причин його відображення наразі вимкнено. Будь ласка, не видаляйте код, який викликає це повідомлення. Розробники вже працюють для того, щоби відновити штатне функціонування цього графіка або діаграми. |